# Jan Vácha (lékař)
Jan Vácha (31. října 1928 Drážkov – 27. ledna 1993 Plzeň) byl veterinární lékař a náměstek primátora města Plzně (1990).
Jan Vácha se narodil dne 31. října 1928 v obci Drážkov. V rámci akce „K“ (kláštery) byl dne 27. dubna 1950 jako student třetího ročníku teologické fakulty zajištěn v klášteře augustiniánů u sv. Tomáše na Malé Straně v Praze a s ostatními řeholníky odvezen do internačního kláštera v Oseku u Duchcova. V tomto objektu byl držen do 5. září 1950, kdy byl přemístěn do Města Libavá k 53. pomocnému technickému praporu. U různých PTP táborů strávil 3 roky.
Zemřel v Plzni 27. ledna 1993 ve věku 64 let.